# 博讷法米耶
博讷法米耶（法語：Bonnefamille，法語發音：[bɔnfamij]）是法国伊泽尔省的一个市镇，属于拉图尔迪潘区。

## 地理
博讷法米耶（45°35'46"N, 5°7'49"E）面积9.43 平方千米，位于法国奥弗涅-罗讷-阿尔卑斯大区伊泽尔省，该省份为法国东南部内陆省份，北起顺时针与安省、萨瓦省、上阿尔卑斯省、德龙省、阿尔代什省、卢瓦尔省和罗讷省。
与博讷法米耶接壤的市镇（或旧市镇、城区）包括：圣康坦-法拉维耶、维勒方丹、迪耶莫兹、埃里约、罗什、圣乔治代斯佩朗什。

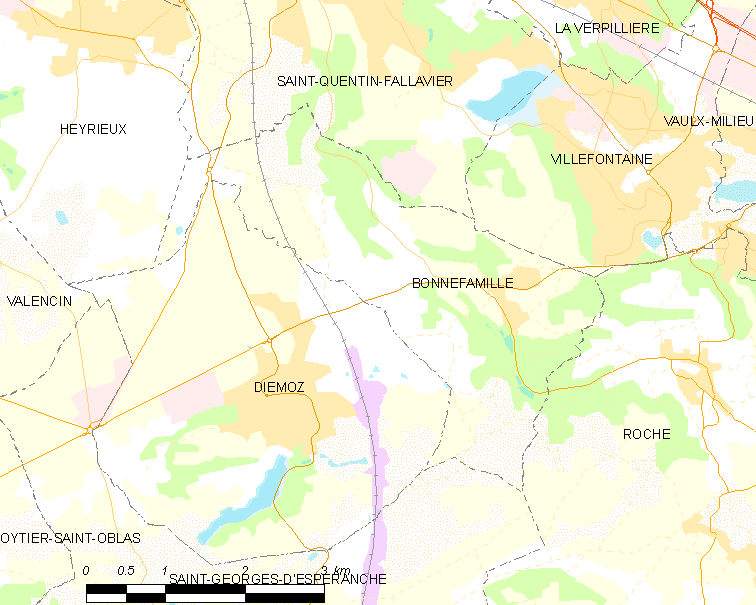
博讷法米耶的OSM定位图

博讷法米耶的时区为UTC+01:00、UTC+02:00（夏令时）。

## 行政
博讷法米耶的邮政编码为38090，INSEE市镇编码为38048。

## 政治
博讷法米耶所属的省级选区为拉韦皮耶尔县。

## 人口

1962-2008年间博讷法米耶人口变化图示

博讷法米耶于2022年1月1日时的人口数量为1094人。